# 月明りで
『月明かりで』（In Moonlight ）は、エドワード・エルガーが1904年に作曲した歌曲。歌詞は1832年に出版されたパーシー・ビッシュ・シェリーの詩『An Ariette for Music. To a Lady singing to her Accompaniment on the Guitar』から採られている。

## 背景
この曲の旋律は、演奏会用序曲『南国にて』の中間部のメロディを基にしたものである。『カント・ポポラーレ』としても流用されているこの旋律は、ヴィオラ独奏が繊細な伴奏の上に奏でるものであり、シェリーの詩文と結び付けられる。
『南国にて』の初演は1904年3月に行われている。7月にエルガーは『カント・ポポラーレ』の部分のみを抜き出し、小オーケストラ、ピアノまたは様々な楽器の組み合わせのための編曲を施した。
1905年8月にロンドンで発行された『タイムズ』紙には、この曲に対する評が掲載されている。
「サー・エドワード・エルガーは俗受けのための罰金のひとつを支払っているところである。序曲『南国にて』の主題をシェリーの「As the moon's soft splendour」から始まるテクストに合わせた編曲は、曲を複数の調性で出版したことから期待を寄せていると思われる、出版社のノヴェロ社（Messrs. Novello & Co.）の思惑に応えるような成功を収める公算が非常に大きい。予想されていた通り、詩文は『カント・ポポラーレ』に合わせるためにリズム面で多くの変更を余儀なくされたが、これはこの歌曲が成功する上でほとんど問題となることはないだろう 。」
同じ詩文には他の多くの作曲家も曲を付けている。代表的なのはアメリカの作曲家エイミー・ビーチの作品1の第4曲『Ariette』である。

## 歌詞
右記リンクを参照のこと。
エルガーは詩の第1節と第3節のみを用いている。